# Peter Franzén

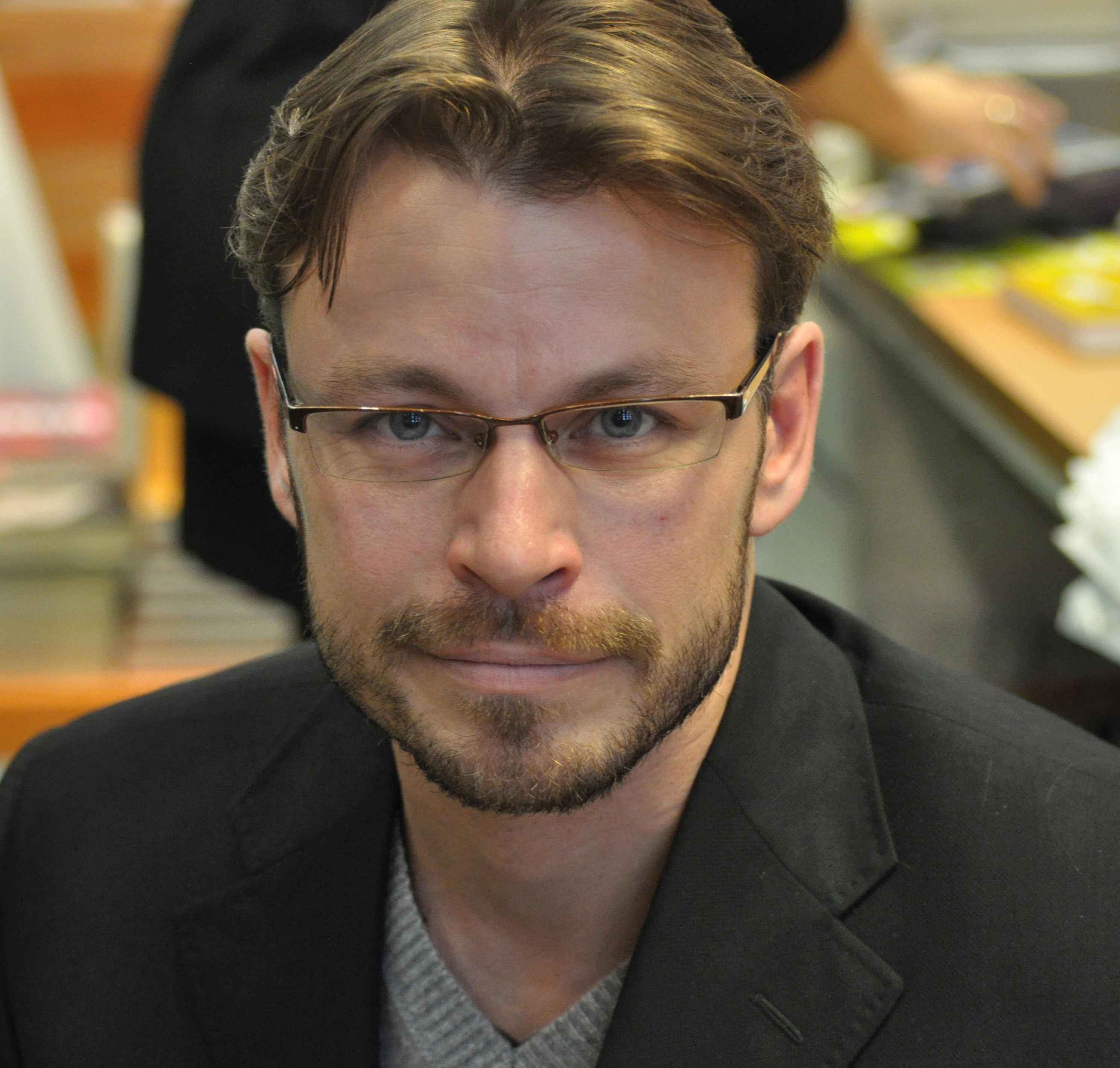
Peter Franzén (2010)

Peter Vilhelm Franzén (* 14. August 1971 in Keminmaa, Finnland) ist ein finnischer Schauspieler und Schriftsteller.

## Leben
Sein Leinwanddebüt als Filmschauspieler gab Peter Franzén 1993 in der Rolle des Iiro in dem Abenteuerfilm Matokuningas. Seitdem konnte sich Franzén als Schauspieler in über 70 Film- und Fernsehproduktionen etablieren. So spielte er in Filmen wie Rölli und die Elfen, Klaras Fall und Priest of Evil mit. Da er zwischenzeitlich seinen Wohnsitz nach Los Angeles verlegte, wirkte er auch in Einzelrollen in den Fernsehserien V.I.P. – Die Bodyguards, CSI: Miami und 2009 als Wikingerhäuptling Hrolf in True Blood mit.
Von 2016 bis zum Serienende 2020 spielte Franzén Harald „Schönhaar“ in der Fernsehserie Vikings.
Für den finnischen Filmpreis Jussi wurde er bis 2014 acht Mal nominiert, jeweils vier Mal als Bester Hauptdarsteller und Bester Nebendarsteller. Drei Mal konnte er die Auszeichnung entgegennehmen. Mit seiner ersten Nominierung erhielt er einen Jussi als Bester Nebendarsteller für seine Darstellung des Kottarainen in Markku Pölönens Drama Kuningasjätkä. Eine zweite Auszeichnung als Bester Nebendarsteller folgte 2010 für seine Darstellung in Aleksi Mäkeläs Kriminalfilm Rööperi, in dem er den finnischen Kriminellen Krister Teräsvuori verkörperte. Als Bester Hauptdarsteller wurde er 2005 für seine Darstellung des Mertsi Arhippa Vepsäläinen in Markku Pölönens Drama Koirankynnen leikkaaja, der Verfilmung des gleichnamigen Romans von Veikko Huovinen.
Mit Tumman veden päällä, einer autobiographisch inspirierten Geschichte über den kleinen Jungen Pete, der von seinem Stiefvater terrorisiert wird, debütierte Franzén 2010 als Schriftsteller. Das Buch wurde wohlwollend von Publikum und Kritik aufgenommen, sodass er es selbst mit einem Budget von 1,5 Mio. fürs Kino adaptierte. Er selbst spielte in seinem Regiedebüt die Rolle von Petes Vater, Kake, an der Seite von Samuli Edelmann, Ismo Kallio und Marja Packalén. Der Film feierte am 6. September 2013 in die finnischen Kinos und wurde später als Bester Film für den finnischen Filmpreis Jussi nominiert.
Mit seiner Ehefrau, der Schauspielerin Irina Björklund, lebte Franzén von 1999 bis 2013 in Los Angeles. Inzwischen lebt das Paar, das seit 2007 einen gemeinsamen Sohn hat, in Frankreich.

## Filmografie (Auswahl)
- 1993: Matokuningas
- 1996: Zugvögel … Einmal nach Inari
- 1998: Kuningasjätkä
- 1999: Ambush 1941 – Spähtrupp in die Hölle (Rukajärven tie)
- 2001: Rölli und die Elfen (Rölli ja metsänhenki)
- 2001: V.I.P. – Die Bodyguards (V.I.P., Fernsehserie, eine Folge)
- 2002: Nimed marmortahvlil
- 2003: Klaras Fall (Rånarna)
- 2004: CSI: Miami (Fernsehserie, eine Folge)
- 2004: Eiskalte Bedrohung (Hotet)
- 2004: Guarded Secrets – Spurensuche (Mélyen örzött titkok)
- 2004: Koirankynnen leikkaaja
- 2006: Baba’s Cars (Babas bilar)
- 2007: Cleaner
- 2009: Rööperi
- 2009: True Blood (Fernsehserie, eine Folge)
- 2010: Priest of Evil (Harjunpää ja pahan pappi)
- 2012: Fegefeuer (Puhdistus)
- 2012: Road North – Nordwärts (Tie pohjoiseen)
- 2013: Tumman veden päällä
- 2013: Heart of a Lion (Leijonasydän)
- 2015: GSI – Spezialeinheit Göteborg (Johan Falk, Fernsehserie, zwei Folgen)
- 2015: The Gunman
- 2016: Kommissar Beck – Die neuen Fälle (Beck, Fernsehserie, eine Folge)
- 2016–2020: Vikings (Fernsehserie, 49 Folgen)
- 2020: Meander – Survival Instinct (Méandre)
- 2021: Das Rad der Zeit (The Wheel of Time, Fernsehserie)
- 2022: Helsinki-Syndrom (Helsinki-syndrooma, Fernsehserie, acht Folgen)
- 2023: Black Lotus
- 2023: Der Abgrund (Netflix)

## Werke
- Tumman veden päällä (2010)
- Samoilla silmillä (2013)
- Särkyneen pyörän karjatila (2017)